# The Mirror's Truth
The Mirror's Truth – pierwszy singel grupy In Flames pochodzący z albumu A Sense of Purpose. Płyta zawiera singel oraz trzy utwory niezawarte na krążku A Sense of Purpose. Projektantem okładki jest Alex Pardee, który pracował również przy tworzeniu okładki do albumu Conviction grupy The Used i Aiden.

## Lista utworów
1. "The Mirror's Truth"
2. "Eraser"
3. "Tilt"
4. "Abnegation"